# برآیه
برآیه (به انگلیسی: Result) یا نتیجه، پیامد پایانی یک پی‌آیه از کنش‌ها یا رویدادهایی است که به‌طور کیفی (چونایی) یا به‌طور کمی (چندایی) بیان می‌شوند. برآیه‌های احتمالی (شدنی) شامل برتری، نابرتری، بهره، آسیب، باخت، ارزش و پیروزی است. ممکن است یک گسترهٔ برون‌شدهای (برآمدهای) احتمالی همراه با یک رویداد وابسته بر دیدگاه، دوری تاریخی یا رابطه باشد. رسیدن به هیچ برآیه‌ای می‌تواند معنا دهد که کنش‌ها ناکارآمد، نااثرگذار، بی‌معنی یا کاستی‌دار اند.